# Țigănași
Ţigănaşi es una comuna ubicada en el distrito de Iași, Rumania.

## Superficie
Cuenta con una superficie de 66,36 kilómetros cuadrados.

## Demografía
Hasta 2021 la población era de 4114 habitantes, con una densidad de población de 62,00 habitantes por kilómetro cuadrado.